# Jean-Jacques Askenasy
Jean-Jacques Askenasy (Ashkenazi), în ebraică - ז'אן-ז'אק אשכנזי,(n. 13 noiembrie 1929, Sofia, Regatul Bulgariei) este un medic neurolog israelian, cercetător în domeniul neuroștiințelor și al medicinei legale, profesor de neurologie la Universitatea din Tel Aviv. El este membru de onoare al Academiei Române.

## Biografie
Jean-Jacques Askenasy s-a născut în 1929 la Sofia în Bulgaria ca unic copil într-o familie de evrei sefarzi. Tatăl său era contabil, iar mama - casnică.
Când a avut 3 ani s-a mutat cu familia la Paris, unde tatăl a lucrat la o companie petrolieră. În 1938 de teama perspectivei ocupării Franței de către Germania nazistă, s-au transferat în România, mai întâi la Craiova, apoi la București. După absolvirea liceului în anul 1948, Jean-Jacques Askenasy și-a început studiile la Facultatea de Medicină a Universității din Cluj, pe care a absolvit-o în anul 1954 cu titlul de Doctor în medicină. În timpul ultimilor ani de studenție, a lucrat ca preparator la catedra de neurologie condusă de profesorul Dezideriu Duma. După stagiul de internat, s-a specializat în neurologie, la clinica Institutului de Neurologie al Academiei Române, sub îndrumarea lui Arthur Kreindler și Vlad Voiculescu. În urma  cererii de emigrare în Israel a fost concediat și  vreme de un an a rămas fără loc de muncă. Nu de teama ci sesizând din discursul lui Hitler, perspectiva ocupării Franței pe care a absolvit-o în 1954 fără cu titlul de Doctor în Medicină. Prin intermediul unuia din pacienți numele său a ajuns să fie cunoscut de conducătorul de atunci al României, Gheorghe Gheorghiu-Dej, care a apelat la el pentru câteva consultații medicale ale familiei sale, mai ales pentru fiica sa, Lica Gheorghiu, A primit prin concurs poziția de medic de circumscripție la Predeal în județul Brașov. În 1967 a reușit sa fie reangajat într-un serviciu medical la București, și ulterior a devenit șef al serviciului de neurologie al spitalului CFR II din București. În anul 1969 a obținut titlul de Doctor în științe din partea Universității din București. 

### În Israel
În anul 1972, după obstrucții de un deceniu, în urma vizitei lui Golda Meir în România, i s-a permis, în sfârșit, să emigreze în Israel, unde se aflau deja părinții săi. În 1974 a fost numit lector la catedra de neurologie a Facultății de Medicină a Universității din Tel-Aviv și și-a început activitatea de cercetător în neuroștiințe la Institutul Weizmann. În anul 1981, a lucrat ca profesor-asociat la Mount-Sinai School of Medicine a Universității din New York la un proiect de cercetare asupra tulburărilor de somn la pacienți cu boala Parkinson, împreună cu profesorii Melvin Yahr și Eliot Weitzman.
Întors în Israel, a fost numit director al Centrului de Medicină a Somnului  de pe lângă spitalul "Sheba" din Tel Hashomer. În această calitate, a organizat cursuri de medicină a somnului la Universitatea din Tel-Aviv. În anul 1981, a fost numit Cetățean de Onoare al orașului Yeruham din Israel. În anul 1986, a fost numit profesor-agregat la Clinica Charcot a Universității "Pierre et Marie Curie" din Paris. A primit medalia "Pierre Castaigne" și a fost numit membru de onoare al Societății franceze de Neurologie (Société Française de Neurologie). 
În anul 1995 a fost numit profesor la Clinica de Neurologie a Facultății de Medicină a Universității din Tel Aviv.  
Jean-Jacques Askenasy este autor a 35 de cărți, un tratat de neurocriminologie, 32 de capitole în cărți și 120 articole originale în reviste de specialitate în domeniul neurologiei, medicinei somnului și criminologiei.

## Cărți
- 1996 - Hashená - hashlish haafor shel hahaiym (în ebraică;Somnul - treimea cenușie a vieții) (2008 - Enigmele somnului - în română)
- 2007 -Creierul și universul său în română
- 2007 -  Un minim necesar despre conștiință pentru un intelectual din mileniul al treilea
- 2008 -Tik mispar 148074: Sipuró shel mesorav aliyá (în ebraică: Dosarul 148074 - Povestea unui refiuznik)
- 2010 - cu Adrian Solomon - Emotions, Humor, Smile, Laughter and Crying

The Biosemiotics of Daily Life (2011 - Semiotica vieții banale)
- 2012 - Banalitatea unui sughiț (în ebraica:2014 -Hashihuk)
- 2011. Yawning and Sighing. (Principles of Essential Medicine: The Biosemiotics of Everyday Life 3.) Bucharest: Viața Medicală Românească.[1]2012 (în ebraică: Mesarim mifihuk veanahá (Mesaje de la căscat și suspin)
- 2013 - cu Yossi Lehman, Dorit Rogovoy - Biosemiotika shel hahayim habanalyim - Hitatshut (în ebraică - Biosemiotica vieții de zi de zi - Strănutul)
- Spiralogia. O teorie neurologică a relației cunoaștere-conștiință  în română
- 2021 - cu Cleopatra Lorințiu Despre ce nu se uită
- 2022 - Handbook of Neurocriminology

## Premii
- 1964 - "Medaille des Journées Internationales de Grenoble", Franța
- 1981 - Cetățean de onoare al orașului Yeruham, Israel
- 1995 - Medalia "Pierre Castaigne", Franța
- 1997 - Certificat de Merit al Ministerului Educației din Israel
- 1999 - Ofițer al Ordinului "Mono", Togo
- 2001 - Diplomă de Onoare a AMIF, Franța
- 2003 - Meritul Academiei Române, România
- 2012 - „Trofeul de Cristal”  și ”Diploma de Excelență”, Sesiunea Medicală, București
- 2013 - Decorat cu ordinul ”Meritul Sanitar” în grad de Ofițer, România
- 2016 - Membru de Onoare al Academiei Române
- 2017 - Comandor al Ordinului "Mono", Togo
- 2018 - Membru de onoare al Academiei Regale din Barcelona
- 2018 - Premiul "Augustin Buzura" -România